# Pablo Trobbiani
Pablo Marcelo Trobbiani (nacido el 28 de diciembre de 1976 en Elche, España) es un exfutbolista español nacionalizado argentino que se desempeñó en la posición de volante central. Es hijo del ex-internacional argentino Marcelo Trobbiani. Actualmente es técnico interino de Barcelona S.C. de la Serie A de Ecuador.

## Trayectoria

### Como jugador
Jugó en Boca Juniors desde los 12 años. Hizo todas las categorías inferiores en este club, en el año 1995 en el campeonato de Dallas Cup destacó y salió el mejor jugador del torneo antes de debutar en partido oficial jugó contra Olimpia de Paraguay en Mar del Plata, estuvo en el primer equipo de los años 1995-1996-1997. En 1996 lo hizo debutar Carlos Salvador Bilardo en un partido oficial nada menos que en el clásico Boca-River, que ganó Boca en el último minuto con gol de Guerra. Después pasó por Chile, donde jugó en Cobreloa. En España jugó en Málaga, Badajoz, San Fernando (Elche), Sabadell, Motril y Deportivo Hellín. En Italia, jugó en Castel di Sangro. Se retiró en el San Fernando en 2007.

### Como entrenador
Fue ayudante de su padre en el Cienciano de Perú, trabajó en la cantera del Elche, además de ayudante técnico en Defensa y Justicia, su primer experiencia como entrenador fue como director técnico interino del Cobreloa chileno. Después, tuvo pasos por el River y Barcelona Sporting Club de Ecuador.
En 2020, fue Director Técnico del Liga de Portoviejo, fue contratado para salvar al equipo en las últimas siete fechas de la Liga Pro Ecuador, en donde obtuvo el 53% de los puntos, viéndose un cambio radical en el equipo. 
En enero del 2021 luego de haber hecho una gran participación en Liga de Portoviejo fue contratado por el Olmedo de Riobamba, equipo en el cual se le presentó varios inconvenientes durante las primeras siete fechas que no pudo tener el plantel completo a disposición por falta de gestión dirigencial, falta de carnets de cancha e incluso perdieron 3 puntos sobre la mesa en la primera fecha del campeonato. 
En la octava fecha con el plantel completo obtuvo el 43% de los puntos hasta la fecha catorce en donde decidió renunciar luego de que el club haya sido sancionado nuevamente con la resta de 3 puntos y sin opción de reforzarse para la segunda etapa por inhibición del Ciclón de los Andes.

## Clubes

### Como jugador
| Club                  | País      | Año       |
| --------------------- | --------- | --------- |
| Boca Juniors          | Argentina | 1996      |
| Cobreloa              | Chile     | 1997      |
| CF Málaga             | España    | 1997      |
| Talleres de Córdoba   | Argentina | 1998      |
| CD Badajoz            | España    | 1998-1999 |
| San Fernando C.D.     | España    | 1999      |
| Castel di Sangro      | Italia    | 2000      |
| Sabadell              | España    | 2000-2011 |
| Motril                | España    | 2001-2002 |
| Hellín Club de Fútbol | España    | 2002-2004 |
| San Fernando (Elche)  | España    | 2004-2007 |

### Como asistente
| Club                    | País      | Año       | Asistente de      |
| ----------------------- | --------- | --------- | ----------------- |
| Cienciano               | Perú      | 2009      | Marcelo Trobbiani |
| Defensa y Justicia      | Argentina | 2012-2013 | Jorge Almirón     |
| Cobreloa                | Chile     | 2014      | Marcelo Trobbiani |
| River Ecuador           | Ecuador   | 2015-2016 | Marcelo Trobbiani |
| Barcelona Sporting Club | Ecuador   | 2023      | Segundo Castillo  |

### Otros cargos
| Club           | País      | Año       | Rol                   |
| -------------- | --------- | --------- | --------------------- |
| Elche CF       | España    | 2011      | Mánager               |
| Estudiantes LP | Argentina | 2013      | DT equipo de reservas |
| Barcelona SC   | Ecuador   | 2017-2018 | DT equipo de reservas |

### Como entrenador
| Club                     | País    | Año       | PJ | PG | PE | PP | Efectividad |
| ------------------------ | ------- | --------- | -- | -- | -- | -- | ----------- |
| Cobreloa                 | Chile   | 2014      | 2  | 0  | 1  | 1  | 16.67%      |
| Guayaquil City           | Ecuador | 2016      | 5  | 1  | 0  | 4  | 20%         |
| Barcelona S.C. (Reserva) | Ecuador | 2017      | 46 | 30 | 9  | 7  | 71.74%      |
| Toreros                  | Ecuador | 2018-2020 | 26 | 11 | 9  | 6  | 53.85%      |
| Liga de Portoviejo       | Ecuador | 2020      | 7  | 3  | 2  | 2  | 52.38%      |
| Olmedo                   | Ecuador | 2021-2022 | 9  | 2  | 5  | 2  | 40.74%      |
| Total                    | Total   | Total     | 95 | 47 | 26 | 22 | 58.6%       |